# KOMBIT
KOMBIT A/S er en dansk it-projektorganisation, som er 100 % ejet af KL. KOMBIT er et non-profit-selskab, der har til formål er at samle kommunernes it-kompetencer, at skabe større indkøbskraft blandt kommunerne for at hindre monopoler og overpriser samt at styrke konkurrencen på det kommunale it-marked.
Det sker ved at konkurrenceudsætte kommunale it-løsninger. KOMBIT udvikler ikke selv løsningerne, men projektleder udbud, udvikling og forvaltning.
KOMBITs står for Udbudsplanen for monopolområderne, som frigør kommunerne fra KMD's monopol på it-løsninger på bl.a. kontanthjælp, sygedagpenge og sagsoverblik/partskontakt. Planen vil også skabe konkurrence på de tværgående støttesystemer, der skaber it-sammenhæng. Desuden er KOMBIT bl.a. involveret i det fællesoffentlige Adgang til Grunddata-program og står bag løsninger til Fælleskommunal Ledelsesinformation (FLIS), Udsatte Børn og Unge (DUBU), indberetning af syge- og barselsdagpenge (NemRefusion) og bygge- og miljøansøgninger (Byg og Miljø). KOMBIT står også for Aula-projektet, der kommer til at afløse folkeskolernes brug af SkoleIntra.
KOMBIT blev dannet den 20. maj 2009 på basis af det daværende Kommune Holding A/S. Kommune Holding A/S var ejet af KL og ejede indtil foråret 2009 KMD og Kommuneinformation, der begge blev solgt til private investorer. 
KOMBIT har til huse på Islands Brygge. Selskabets direktør er Kristian Vengsgaard. Selskabets bestyrelse består af fem borgmestre og tre medarbejderrepræsentanter.